# Cirpanski văzvișenia
Cirpanski văzvișenia este o arie protejată (arie specială de conservare — SAC, sit de importanță comunitară — SCI) din Bulgaria întinsă pe o suprafață de 12.321,42 ha, integral pe uscat.

## Localizare
Centrul sitului Cirpanski văzvișenia este situat la coordonatele 42°18′38″N 25°19′39″E / 42.3105°N 25.3276°E.

## Înființare
Situl Cirpanski văzvișenia a fost declarat sit de importanță comunitară în noiembrie 2010 pentru a proteja 1 specie de plante și 6 specii de animale. Situl a fost protejat și ca arie specială de conservare în martie 2021.

## Biodiversitate
Situată în ecoregiunea continentală, aria protejată conține 6 habitate naturale: Pajiști uscate seminaturale și facies de acoperire cu tufișuri pe substraturi calcaroase (Festuco-Brometalia) (* situri importante pentru orhidee), Pajiști uscate din regiunea submediteraneeană estică (Scorzoneratalia villosae), Pante stâncoase calcaroase cu vegetație casmofită, Păduri de stejar alb estice, Păduri panonice-balcanice de stejar turcesc - stejar sesil, Păduri de tei argintiu moezice.
La baza desemnării sitului se află mai multe specii protejate:
- plante (1): Himantoglossum caprinum
- mamifere (2): liliac cu urechi mari (Myotis bechsteinii), popândău (Spermophilus citellus)
- reptile (4): Elaphe sauromates, țestoasa de baltă (Emys orbicularis), Testudo graeca, țestoasă bănățeană (Testudo hermanni)